# Gourmet
Un gourmet, gastrónomo o gurmé es una persona con gusto delicado y exquisito paladar, conocedor de los platos de cocina significativamente refinados, que tiene la capacidad de ser catador de talentos de gastronomía al probar el nivel de sabor, fineza y calidad de ciertos alimentos y vinos.

## Etimología
La palabra  gourmet es un galicismo, ya que viene del francés, y se emplea para designar a un empleado de una vitivinícola.

## Parámetros
Un catador de comida distingue en sus observaciones, si un plato es una delicatesen o exquisitez, es decir, si va de acuerdo con las exigencias que requieren las debidas preparaciones de los productos alimenticios de la más alta gastronomía. 
Existe una amplia variedad de comidas y bebidas gurmé: embutidos, jamones, quesos, caviares, pastas, carnes, aves, mariscos y crustáceos, salsas, mermeladas, panes, semillas, condimentos, milanesas, empanadas, chocolates, postres, vinos, licores, cafés y hasta helados.
Aunque algunos creen que el placer en la comida es solo por el sabor, también es visual como lo declaró Giacomo Casanova: «Quiero un ragú y soy un experto en ellos, pero si no está bien presentado, me parecerá mal» (Histoire de ma vie, 8:ix). A la hora de emplatar se puede considerar delicatesen desde las composiciones más sencillas hasta las más laboriosas como, por ejemplo, los adornos florales comestibles. Ser gurmé implica, al mismo tiempo, poseer un cúmulo de experimentados conocimientos en la materia gastronómica, una filosofía, la Gastrosofía; así como sostener un estilo de vida, ser gustoso por los mejores sabores, y por lo tanto selectivo.